# التسلسل الزمني للحرب الإسبانية المغربية (1859-1860)
تتناول هذه المقالة التسلسل الزمني للحرب الإسبانية المغربية (وتسمى أيضًا الحرب الإسبانية المغربية (1859-1860) أو حرب تطاوين حرب أفريقيا)، وهي حرب اندلعت بين إسبانيا وسلطنة المغرب في الفترة من 1859 و 1860 في عهد ملكة إسبانيا إيزابيل الثانية وسلطان المغرب محمد الرابع.

## 1859

### أغسطس
- 10 أغسطس : قيام قبائل أنجرة الريفية بغارة على مفرزة إسبانية كانت تحرس ترميم التحصينات مدينة سبتة.
- 24 أغسطس : وفاة سلطان المغرب مولاي عبد الرحمن، وخلفاً ابنه محمد الرابع.

### أكتوبر
- 1 أكتوبر : في الجلسة الافتتاحية للكورتيس كشف رئيس وزراء إسبانيا ليوبولدو أودونيل عن تعديات المغاربة. فتم الاتفاق على إرسال إنذار نهائي ينتهى في 15 أكتوبر.
- 22 أكتوبر : تمكن أودونيل من نيل موافقة الكورتيس على إعلان الحرب، الذي وافق عليه بالإجماع 187 نائباً حاضراً.
- 24 أكتوبر : أبلغت الحكومة الإسبانية السلطان محمد الرابع من خلال قنصلها العام في طنجة بلانكو ديل فالي بقطع العلاقات واعلان الحرب.
- 28 أكتوبر : حاصرت البحرية الملكية الإسبانية موانئ طنجة وتطوان والعرائش.

### نوفمبر
- 3 نوفمبر : تم تعيين أودونيل قائد جيش أفريقيا الإسباني.
- 19 نوفمبر : انزال فيالق الجيش الأول للجنرال رافائيل ايشاغو، واحتلاله موقعا يسمى سيرالو حيث عسكر بجيشه.

### ديسمبر
- 11 ديسمبر : انطلق الفيلق الثالث للجيش الإسباني بقيادة الجنرال روسدي أولانو من ميناء ملقة مع 19 سفينة نحو سبتة.
- 21 ديسمبر : نزول القوات الإسبانية بقيادة أودونيل في سبتة.
- 25 ديسمبر : اتخذت الفيالق الثلاث للجيش الاسباني مواقعها استعدادا للمسير نحو تطوان.
- 29 ديسمبر : انزال المدافع في سبتة.

## 1860

### يناير
- 1 يناير : معركة الفنيدق.

### فبراير
- 4 - 5 فبراير : معركة تطوان.
- 6 فبراير : استيلاء الجيش الاسباني على مدينة تطوان.
- 9 فبراير: انتصار الجيش المغربي في معركة مليلية.
- 15 فبراير : قصف الأسطول الإسباني لموانئ العرائش والرباط وأصيلة.

### مارس
- 23 مارس : معركة واد راس.
- 25 مارس : توقيع هدنة بين إسبانيا والمغرب.

### أبريل
- 26 أبريل : توقيع معاهدة واد راس وإعلان إسبانيا انتصارها في الحرب، ونيلها على سلسلة من التعويضات الاقتصادية والسياسية.
- 27 أبريل : خروج القوات الإسبانية من المغرب وعودتها إلى الوطن.

## 1862

### مايو
- 2 مايو: إعادة إسبانيا مدينة تطوان إلى المغرب.